# История баскского китобойного промысла
Баскские моряки одними из первых в мире стали охотиться на китов с торговыми целями. Они доминировали в отрасли на протяжении пяти столетий (с XII в.) и достигали дальних рубежей Северной и даже Южной Атлантики. Самюэль де Шамплен, описывая баскских китобоев в Терранове (Ньюфаундленде), охарактеризовал их как «умнейших в этом деле людей». К началу XVII в., когда другие народы всерьёз занялись этим ремеслом, они стали учиться у басков, «ибо [они] были тогда единственным народом, понимающим китобойный промысел», сетовал английский путешественник Джонас Пул. Обучаясь, иностранцы перенимали приёмы басков и вскоре вытеснили своих бывших учителей и заняли ведущее положение в зарождающейся индустрии. Баскский китобойный промысел достиг своего пика в конце XVI — начале XVII вв. и пришёл в упадок в конце XVII — начале XVIII вв. К XIX в. он отмер вместе с практически полным исчезновением южного кита и массовым уничтожением гренландского кита.

## Бискайский залив

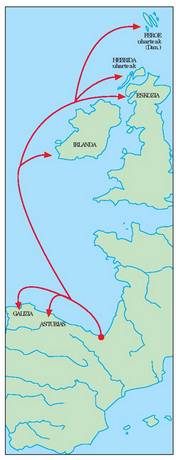

### Начало
Самым ранним свидетельством китобойного промысла басков является документ 670 года, в котором говорится о поставке 40 moyos (250-литровых бочек) aceite de ballena (китового масла) или grasa de ballena (китовой ворвани) из Байонны в аббатство Жюмьеж между Гавром и Руаном, для осветительных нужд. Судя по тому, что заказ сделал столь отдалённый монастырь, баскские китобои должны были быть уже хорошо известны — хотя масло или жир легко могли быть затребованы и от выброшеного на берег кита, на продукты из которого могла притязать церковь.

### Основание промысла и его развитие

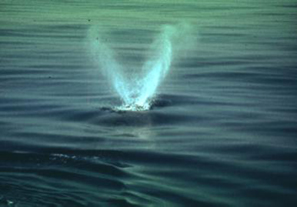
Характерный V-образный удар североатлантического гладкого кита, основного вида, на который баски охотились в Бискайском заливе

Другой автор утверждает, что первое упоминание об использовании басками китов датируется 1059 годом, когда были приняты распоряжения о сосредоточении китового мяса на рынке Байонны. К 1150 г. китобойный промысел распространился до баскских провинций Испании. В этом году Король Санчо Мудрый Наваррский пожаловал Сан-Себастьяну некоторые привилегии. В документе перечисляются различные товары, на которые должны быть уплачены пошлины для складирования, и в этом перечне видное место занимает boquinas-barbas de ballenas, или пластинки из китового уса. К 1190 г. китобойный промысел распространяется до Сантандера. В 1203 г. Альфонсо VIII Кастильский дал Ондариббии те же привилегии, что и Сан-Себастьяну. В 1204 году эти льготы распространились до Мотрико и Гетарии. Далее они были даны Фердинандом III Сараусу королевским приказом, подписанным в Бургосе 28 сентября 1237 г.. В этом документе также говорится, что «в соответствии с традицией, королю полагается ремень от каждого кита, вдоль позвоночника, от головы до хвоста». Китобойный промысел распространился также в Астурию (1232) и, наконец, в Галисию (1371).
От французской страны Басков до мыса Финистерре китобойные учреждения имелись как минимум в 49 портах2. Основным предметом охоты было животное, которое французские баски называли sarde. Позже его называли также бискайским гладким китом (Balaena biscayensis), а ныне он известен как северный гладкий кит (Eubalaena glacialis). Его ловили во время сезонной миграции с октября-ноября по февраль-март, с пиком, по всей видимости, в январе. Кроме того, баски могли охотиться на серого кита (Eschrichtius robustus), который обитал в Северной Атлантике по крайней мере до начала XVIII в. Брайант говорит о том, что если серый кит населял прибрежные воды так же, как он делает это сегодня в северной части Тихого океана, то он был даже более вероятной целью китобоев — хотя большинство иллюстраций и сохранившихся частей скелетов указывают именно на северного гладкого кита. Также, возможно, они иногда натыкались на кашалотов (Physeter macrocephalus) — останки этого вида были обнаружены в старых зданиях, где ворвань пытались переплавить в масло.

### Охотничьи методы
За появлением китов в течение всего дня следили с каменных вышек (известных как vigías), расположенных на мысах, или с гор с видом на гавань, что ограничивало охотничьи угодья до нескольких миль вокруг порта. Считается, что остатки этих vigías имеются нынче на Talaya mendi («Обзорной горе») над Сараусом и на Китовом Холме в Улии, в Сан-Себастьяне, а в Биаррице vigía когда-то располагалась на месте маяка Pointe Saint-Martin (построен в 1834 г.)
Заметив китовый фонтан, наблюдатель поджигал солому, бил в барабан, звонил в колокол или размахивал флагом. После этого люди отплывали в небольших гребных лодках либо с пляжа, отвязываясь от кабестана (в случае крутой береговой линии). Кита поражали двусторонним гарпуном (как показано на печати Ондаррибии, 1297 г.) и убивали острогой. Большая лодка с экипажем из десяти человек буксировала тушу к берегу, ожидала прилива, чтобы вытащить его на пляж и разделать. Затем ворвань приносили в плавильню, где переплавляли в масло.

### Десятина и налоги
Согласно Олеронским свиткам, китобои Биаррица, Сен-Жан-де-Люза и остальной части французской Басконии освобождались от налогов, хотя по доброй воле они дарили китовые языки церкви. До королей Англии, выступающих в качестве герцогов Гиени, никаких сборов с них не брали. В 1197 г. будущий король Иоанн Безземельный даровал Виталю де Биолю и его наследникам и преемникам право взимать налог в размере 50 анжуйский ливров на первых двух китов, приводимых ежегодно в Биарриц, в обмен на аренду рыболовства в Гернси. В 1257 г. Уильям Лавей дал епископу и монахам Байонны десятину от китов, пойманных людьми этого же порта. Она уплачивалась до 1498 г. В 1261 г. актом аббатства Онс была объявлена десятина, уплачиваемая на китов, высаженных в Байонне, как продолжение традиции дарить язык церкви. Эдиктом 1324 г., известным как De Praerogativa Regis (Королевская прерогатива), Эдуард II стал собирать пошлину на китов, пойманных в британских водах, в том числе на французском баскском побережье. Его преемник, Эдуард III, продолжил эту традицию, собирая налог в 6 фунтов за каждого кита, приведённого в Биарриц. В 1338 г. от неё был освобождён Питер де Пуян, адмирал английского флота, дислоцированного в Байонне.
В Лекейтио первый в архивах документ, упоминающий китов, датирован 11 сентября 1381 г., и в нём говорится, что китовый ус, заготовленный в этом порту, должен быть поделён натрое, «две части для ремонта гавани, и третья для церковной утвари». Это распоряжение повторяется в документе 1608 г. В аналогичном распоряжении от 20 ноября 1474 г. говорится, что половина стоимости каждого кита, пойманного в Гетарии, должна быть отдана на ремонт церкви и гавани. В Гетарии был также обычай отдавать первого кита сезона королю, причём половину кита король возвращал. Сан-Себастьян, в продолжение древнего обычая, отдавал китовый ус кофрадии (братству) Сан-Педро.

### Культурное значение
В баскских провинциях в то время промысел достиг такого значения, что несколько городов и деревень изображали китов или сцены китобойного промысла на своих печатях и гербах. Среди них Бермео (1351 г.), Кастро-Урдьялес (в настоящее время вне страны басков), Ондаррибия (1297 г.), Гетария, Лекейтио, Мотрико (1507 и 1562 гг.), Ондарроа в Испании и Биарриц, Гетари, и Андай во Франции. Китобойный промысел был настолько важен, что в 1521 и 1530 гг. были приняты законы, запрещающие иностранным (то есть французским) китобоям охотиться у берегов Испании, а в 1619 и 1649 гг. на испанских рынках запрещали иностранные продукты, добытые из кита.

### Пик и спад
Во французской Басконии эта отрасль не достигла такого значения, которое имела в испанских провинциях. В ней было занято всего несколько городов, добывавших, по-видимому, весьма небольшое количество китов. По числу дошедших до нас документов и письменных обращений Агиляр (1986 г.) предположил, что французский баскский китобойный промысел достиг пика во второй половине XIII в., а далее шёл на спад. Хотя китобойный промысел как коммерческая деятельность закончился к 1567 г., ещё несколько гладких китов было убито в 1688 г. В испанской Басконии (Бискайя и Гипускоа) пик был достигнут во второй половине XVI в., но уже к концу того же века отрасль пришла в упадок. Впоследствии увеличение китобойный активности, по всей видимости, произошло в Кантабрии, Астурии и Галисии в первой половине XVII в. Там баски арендовали сезонные «земельные фактории» (китобойные станции) особенно в Галисии — сами галисийцы никогда не были китобоями, они лишь строили фактории, чтоб ежегодно сдавать их в аренду баскам. Этот пик был недолгим. Ко второй половине XVII в. китобойный промысел в этих районах в целом пришёл в упадок. Война за испанское наследство (1701-14 гг.) прозвучала для китобойного промысла в Бискайском заливе похоронным звоном, после чего отрасль совершенно исчезла в Кантабрии (1720 г.), Астурии (1722 г.) и Галисии (1720 г.), и едва выжила в испанской Басконии.

### Улов
Общее число китов, пойманных басками в Бискайском заливе, неизвестно, поскольку статистики до XVI в. не велось. Неполные статистические данные об улове в Лекейтио с 1517 по 1662 гг. показывают общий вылов в 368 китов, в среднем два с половиной в год. Больше всего было поймано в 1536 и 1538 гг. — по шесть китов в год. В 1543 г. китобои Лекейтио ранили кита, но захватили его люди из Мотрико, и добычу разделили между двумя городами. В том же году поймали мать вместе с детёнышем. 24 февраля 1546 г. кит был убит вблизи Острова Св. Николая. В 1611 г. два небольших кита были убиты людьми из Лекейтио и Ондарроа, что вылилось в судебный процесс. Аналогичные записи имеются для Сарауса и Гетарии. С 1637 по 1801 г. в Сараусе было поймано пятьдесят пять китов, в Гетарии с 1699 по 1789 — восемнадцать.
Хотя китобойный промысел среди басков являлся общим занятием всех рыбаков города, жалованье, когда не было китов, получали только дозорные. С такими низкими затратами «прибыль от одного кита бывала огромной, поскольку в те времени стоили они очень дорого». При таких обстоятельствах поимка одного кита каждые два или три года для любого порта могла держать это ремесло на плаву. Труднее, как отметил Агиляр, оценить, сколько китов вылавливалось в год на всем побережье. Хотя в качестве китобойных поселений было отмечено 49 портов, не все они участвовали в промысле одновременно — некоторые порты охотились на китов в течение лишь короткого периода времени. Кроме того, не существует подробной информации о деятельности малых галеонов, охотившихся за китами в Бискайском заливе — особенно в Галисии — не приставая к берегу. Агиляр предполагает, что общий годовой улов не мог превышать «нескольких дюжин, возможно, достигая ста или около того.»

### Сочетание улова и возможных причин спада
Несмотря на, казалось бы, низкий годовой улов, при обсуждении упадка и (почти) полного исчезновения гладких китов в этом регионе следует принимать во внимание два обстоятельства: во-первых, то, что баскские китобои предпочитали охотиться на пару мать-детеныш; во-вторых, охоту на этот вид за пределами Бискайского залива.
Баскские китобои сосредотачивали основное внимание на нападениях на телят, поскольку их легко захватить, и, кроме того, позволяло подбить и мать, когда она подплывала на помощь только затем, чтоб тоже погибнуть. Для поощрения этого метода гарпунёр и экипаж, первыми ранившие телёнка, получали большую часть прибыли. Из китов, убитых в Гетарии и Лекейтио, до 22 % составляли телята. Такие охотничьи методы могли иметь пагубные последствия для вида. Второй фактор, возможно, имел ещё более разрушительные последствия для поголовья китов, учитывая, что общая численность этого вида была неизвестна. Возможно, вся его популяция подвергалась охоте в нескольких областях Северной Атлантики одновременно, поскольку такие киты с начала XVII в. были главной мишенью китобоев Новой Англии, Нью-Йорка, Исландии, Северной Норвегии и других мест. Ранее считалось, что этот вид был главным объектом охоты (или, по крайней мере, составлял половину улова) и в южной части Лабрадора, но теперь считается, что основной целью там был гренландский кит (Balaena mysticetus). Если в Бискайском заливе существовала небольшая обособленная колония китов, то охота басков могла привести к её чрезмерной эксплуатации и последующему (почти) полному исчезновению. Третьим, наиболее правдоподобным, вариантом, было (или есть) существование двух популяций, в западной и в восточной частях Северной Атлантики. Такая точка зрения хорошо соответствует нынешнему преимущественно прибрежному распределению гладких китов в западной части Северной Атлантики. Кроме того, такая возможность допускает влияние вылова китов не только в Бискайском заливе, но и в Исландии, Северной Норвегии и остальной Европе, что могло достаточно сильно истощить предполагаемый запас китов.

### Упадок

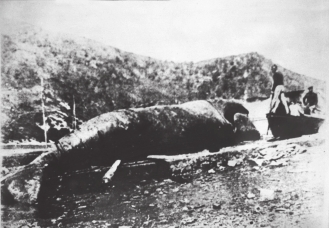
Последний кит, убитый в Орио

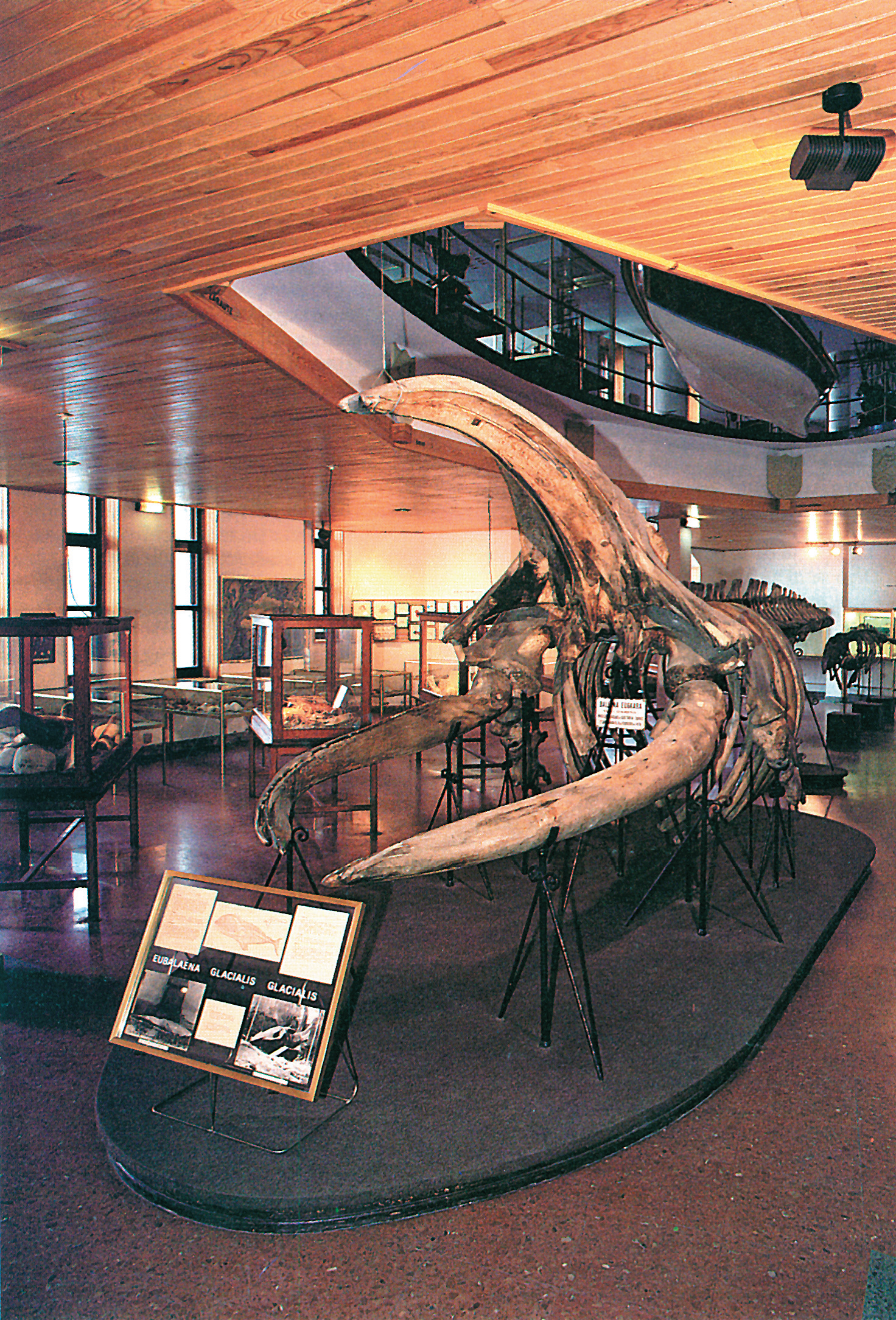
Череп кита из Орио

По имеющимся сведениям, в XIX в. в Бискайском заливе поймали всего четырёх китов, по крайней мере ещё одного поразили, но упустили, и ещё одного преследовали безуспешно. Первый кит был пойман в 1805 г. при Ондаррибии, второй в 1854 г. при Сан-Себастьяне, третий в 1878 г. при Гетарии-Сараусе в 1878 году, и последний в 1893 г. при Сан-Себастьяне. В январе 1854 г. три кита (мать и двое телят) вошли в бухту Сан-Себастьяна, но был пойман только один из детёнышей. Кит, убитый при Гетарии-Сараусе, был приведён 11 февраля. Из обоих портов вышло несколько лодок (а также одна из Орио). Кит был поражён гарпуном из Гетарии, но линь был из Сарауса. Это вылилось в судебный процесс, в результате чего кит остался гнить на берегу. Трупный газ разлагающейся туши привёл к тому, что она взорвалась. В 1844 г. при Сараусе был поражён кит, но, после шести часов буксировки, линь порвался, и кит вместе с двумя гарпунами и тремя острогами был утерян. Ещё один кит был замечен при Гетарии рано утром 25 июля 1850 г., но гарпунёр промахнулся, и кит ушёл на северо-запад. Наконец, последний, 12-метровый гладкий кит был убит 14 мая 1901 г. рыбаками при Орио, что отражено в народной поэме, популяризованной автором и исполнителем Benito Lertxundi. По этому поводу в городе раз в пять лет проводится большой фестиваль. В заливе видели гладких китов всего лишь ещё несколько раз, последний — в 1977 г., когда экипаж испанского китобойного судна заметил одного примерно на 43° с. ш. и 10°30' в. д.

## Ньюфаундленд и Лабрадор

### Ранние свидетельства о промысле
В своей «Истории Бретани» (1582), французский юрист и историк Бертран д’Аржантре (1519—1590) первым (насколько ныне известно) сделал утверждение о том, что баски, бретонцы и норманы достигли Нового Света «раньше любых других людей». Бордоский юрист Этьен де Клейрак (1647) сделал аналогичное заявление: французские баски, преследуя китов в Северной Атлантике, обнаружили Северную Америку за столетие до Колумба. Бельгийский цетолог Пьер-Жозеф ван Бенеден неоднократно (1878, 1892) утверждал, что баски в 1372 году3 обнаружили увеличение количества китов при подходе к Большой Ньюфаундлендской банке.

### Начало и развитие
Первое бесспорное присутствие баскских китобойных экспедиций в Новом Свете датируется второй четвертью XVI в. По-видимому, это были французские баски, последовавшие примеру бретонских тресколовов, сообщивших, что они обнаружили богатые китовые угодья в «Терранове» (Лабрадор и Ньюфаундленд). Баски называли территорию, где они охотились, «Grandbaya» (Большой Бухтой); ныне он называется пролив Белл-Айл и отделяет Южный Ньюфаундленд от Лабрадора. Первые экспедиции в эту область совмещали в себе охоту на треску и на кита. Изначально баски возвращались не с китовым жиром, а с китовым мясом в рассоле. Первым известным судном, совершившим китовую экспедицию, был корабль французских басков La Catherine d’Urtubie, вернувшийся в 1530 г., по имеющимся сведениям, с 4500 сушеными и вялеными тресками, а также с двенадцатью бочками китового мяса «без ластов и хвоста» (фраза, обозначающая китовое мясо в рассоле). Через некоторое время экспедиции направлялись исключительно за китовым жиром. Первые заведения по переработке китового жира в южной части Лабрадора, возможно, были построены в конце 1530-х гг., хотя нотариальные документы подтверждают это только с 1548 г.
К 1540-м гг., когда в Терранову начали отправлять китобойные экспедиции испанские баски, предприятия были уже не экспериментальными, а имеющими «оглушительный финансовый успех с самого начала.» К концу десятилетия они доставляли большие партии китового жира в Бристоль, Лондон и Фландрию. Существовал большой рынок lumera, как назывался китовый жир для освещения. Для конопачения судов (путём смешивания жира со смолой и паклей) и в текстильной промышленности использовались sain или grasa de ballena. Амбруаз Паре, побывавший в Байонне, когда там был в 1564 г. король Карл IX, говорил, что китовый ус использовали, чтобы «изготавливать юбки с фижмами, женские корсеты, рукоятки ножей и многие другие вещи».
Большинство документов, касающихся китобойного промысла в Терранове, относятся к периоду с 1548 по 1588 гг., большая часть из них относится к гавани Рэд-Бэй или Less Buttes — оба названия ссылаются на красные гранитные скалы этого места. Документы касаются пиратства в 1550-х гг., потери судна в 1565 г., катастрофической зимовки в 1576-77 гг., и, накануне Рождества 1584 г., завещание, написанное для умирающего баска, Жоанеса де Эханиза, первое известное канадское завещание. Последняя зимовка в Рэд-Бэй была сделана в 1603 г. Во время своего пребывания на суше китобои развили отношения с американскими туземцами, что привело к созданию рабочего языка с местными и баскскими элементами.

### Затонувшие корабли
В 1978 г. в Рэд-Бэй был найден затонувший корабль. Он считается баскским испанским трёхмачтовым галеоном Сан-Хуан длиной 27,1 м и водоизмещением 250-300-т, утерянное в 1565 г. Сан-Хуан перевозил груз в примерно 1000 баррелей китового жира и потерпел крушение во время осеннего шторма. Сначала на северной стороне Сэддл-Айленда у него затонула корма, потом он несколько раз ударился днищем о дно моря, и, наконец, в 30 ярдах от берега у него сломался киль. Капитану, Жоанесу де Порту, и экипажу удалось спасти паруса, такелаж, некоторые припасы и примерно половину китового жира. Экипаж приплыл в Испанию на другом судне. На следующий год де Порту спас с корабля ещё кое-что, пока он окончательно на затонул. Потом в Рэд-Бэй было обнаружено ещё три затонувших судна, последнее в 2004 г. Обугленные фрагменты корпуса второго корабля, найденного в 1983 г., дают все основания полагать, что судно затонуло из-за пожара.

### Охотничьи методы, культура, археология

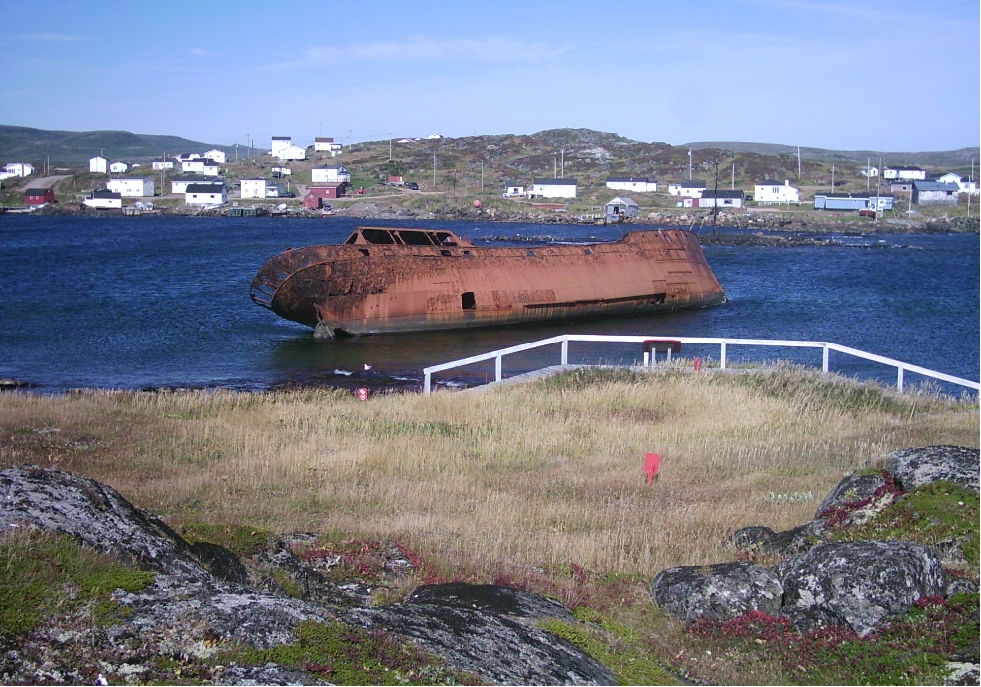
Место одного из баскских китобойных станций в Сэддл-айленде. Местоположение затонувшего галеона Сан-Хуан находится вблизи места крушения Бернье (затонувшего в 1966 г.).

В южной части Лабрадора охотились на два вида китов — североатлантического гладкого кита и гренландского кита. Первых ловили в начале сезона, летом, последних — с осени по начало зимы (октябрь-январь). Анализ ДНК старых костей после тщательных раскопок баскских китобойных портов XVI—XVII вв. в проливе Белл-Айл и заливе Св. Лаврентия показал, что южные киты составляли тогда менее 1 % всех пойманных китов. Во время пика китобойного промысла на Терранове (1560—1580-е гг.) испанские баски использовали хорошо оснащённые галеоны до 600—700 т, а французские баски, как правило, более мелкие суда. 450-тонному баскскому судну со 100 или более людей на борту требовалось около 300 хогсхедов сидра и вина и 300—400 центнеров галет, а также других сухих припасов. В Лабрадоре люди в основном питались местной треской и лососем, а также, время от времени, карибу или дикой уткой. Эта диета дополнялась сушеным горохом, бобами, нутом, оливковым маслом, горчичным семенем и беконом. Перед отъездом в Терранову в мае или июне на борт корабля поднимался священник, чтоб благословить его и отслужить особую мессы за успех экспедиции. Плавание через штормовую Северную Атлантику было весьма неприятным опытом для экипажа до 130 мужчин и мальчиков, поскольку они спали на жёстких палубах или гнилых тюфяках с паразитами. На полпути запах отбросов в трюме становился невыносимым. После двухмесячного плавания корабль кидал якорь в одной из двенадцати гаваней на южном берегу Лабрадора и Восточного Квебека. Археологическими изысканиями было установлено десять таких гаваней — Мидл-Бэй и Блан-Саблон в Квебеке, Шхунер-Ков, Западный Сан-Модест, Восточный Сан-Модест, Кэррол-Ков, Рэд-Бэй, Шато-Бэй, Плэже-Харбор и Кейп-Чарльз на юге Лабрадора. Когда лёд исчезал, корабли входили в гавани, где бондари выходили на берег и возводили свои жилища и мастерские, хотя большая часть экипажа жила на корабле. Юнг отправляли на берег, чтобы нарубить дров и приготовить еду.
В бухтах строились временные китобойные станции для переплавки ворвани в масло. Плавильни располагались близко от берега. Они состояли из семи-восьми очагов, обычно изготавливающихся из местного гранита — иногда вместе с привезённым балластом из песчаника или известняка — с тяжёлой каменной задней стеной и общими боковыми стенами. Очагов строили больше, чем использовалось за один раз, поскольку местный гранит от огня быстро портился. Предполагается, что после того, как очаг терял свою полезность, плавильный котёл просто перемещали на следующий очаг для продолжения обработки жира. За главной стеной располагались деревянные помосты, с которых люди вычерпывали масло из котлов в сосуды с холодной водой для его охлаждения и очистки. Основание плавильни делалось из местной или привезённой глины, укрывалась она крышей из красной керамической плитки, поддерживаемой укреплёнными деревянными сотлбами, врытыми в землю.
На небольшой насыпи около плавильни стояло постоянное здание, покрытое крышей, бочарня. Бондарь жил в ней, остальные члены экипажа использовали в качестве спален более мелкие помещения из дерева, покрытые тканью и китовым усом. Десятки таких жилищ были найдены среди скальных выходов Сэддл-Айленда. Очаги здесь были устроены в небольших нишах в скале, защищавших людей от ветра.
В 1982 году археологи нашли на восточной окраине Сэддл-Айленд китобойное кладбище. В течение четырёх последующих летних сезонов раскопок выяснилось, что в нём были останки более 60 могил, в которых было похоронено более 140 человек, все взрослые мужчины от 20 с небольшим до 40 с небольшим лет, за исключением двух двенадцатилетних мальчиков. Одно погребение содержало остатки шерстяной рубашки и пары штанов — первая была окрашена мареной, вторые — индиго. Штаны были из грубой, сильно ворсистой шерсти, собранной на талии и припущенные на бёдрах, сходящие на конус к коленям, обеспечивая их владельцам тепло и удобство в условиях прибрежной тундры, где самая высокая температура (в августе) достигала 10 °С. Другой костюм, найденный за пределами кладбища, состоял из «белой вязаной шерстяной шапочки, нательной рубашки, наружной рубашки или куртки из белой шерсти со светло-коричневым клетчатым узором, темно-коричневых штанов, пошитыми портным чулками, и растительного дубления кожаной обуви». В отличие от других штанов, эти были плиссированные на талии, и оставались открытыми и свободными в коленях.
В Рэд-Бэй было найдено не менее шестнадцати станций — восемь на северной стороне длинного (3 000 м) Сэддл-Айленда при входе в бухту, семь на материке, и одна нк крошечном Пенни-Айленде в бухте. Во время пика торговли в Рэд-Бэй и вокруг него работало почти 1000 мужчин, только в одном 1575-м г. в гавань заходило до 11 кораблей. На Сэддл-Айленде было построено три vigías, один на западной стороне острова рядом или на месте нынешнего маяка, второй с восточной стороны на вершине холма высотой 30 м, и третий на его восточном берегу. Ещё одна башня высотой 10 м размещалась на высоком берегу маленького островка Твин-Айленд к востоку.
Когда замечали китов, высылались chalupas (или фр. chaloupes, шлюпы), в каждом из которых сидел рулевой, пять гребцов, и гарпунёр. Кита гарпунили, и он тащил деревянный буй, который использовался для того, чтоб его утомить. Когда кит уставал, его убивали острогой. Если темнело, прежде чем экипажи возвращались, те, кто оставался на берегу, зажигали на vigías путеводные огни. Киты доставлялись на причал или специальное место для разделки. Ворвань плавилась, охлаждалась и выливалась в barricas — бочки из дуба, объёмом 55 галлонов (200 л). Эти бочки отбуксировывались на лодке к кораблю, где хранились в трюме. Когда загружали весь корабль, либо во время сезона гладкого кита, либо, чаще, во время более позднего сезона гренландского кита, крупные корабли отплывали разгружаться в Пасахес; там же они брали припасы. Пасахес из-за его глубоководного фарватера и отличного убежища от бискайских штормов предпочитали и французские, и испанские баски.

### Пик и спад
Интенсивная эпоха китобойного промысла началась, когда был заключён мир после брака Валуа (1572 г.). В среднем каждый год на Терранову отправлялись пятнадцать кораблей, в пиковые годы по двадцать. Агиляр (1986 г.), говоря о количестве испанских и французских баскских кораблей, считает, что достаточно точной оценкой будет двадцать-тридцать галеонов. Томас Кано (1611 г.) говорит, что в Терранову посылали более, чем 200 судов, но это явное преувеличение.
Только из Рэд-Бэй в пик эксплуатации в Европу ежегодно доставлялось 6—9 тыс. баррелей жира; кроме того, 8—9 тыс. баррелей добывалось в Св. Модесте, Шато-Бэй и других портах. Каждый корабль доставлял в среднем 1000 баррелей в сезон, что по чистой денежной стоимости было сравнимо с испанскими галеонами, привозящими в Европу сокровища из Карибского бассейна. В среднем ежегодно производилось не менее 15 тыс. баррелей жира, что требовало поимки не менее, чем 300 китов, по двадцать на корабль.
К 1580-м годам китобойный промысел пришёл в упадок, корабли возвращались в порт полупустыми. Это десятилетие совпало также с периодом, когда король нуждался в кораблях испанских басков для своих армад. Торговля особенно пострадала в 1586, 1587 и 1588 годах, когда испанский баскский флот был удержан в рамках подготовки Непобедимой армады против Англии. Угроза таких удержаний продолжала подрывать испанский Баскский китобойный промысел в 1590-х и начале 1600-х годов. Из-за этого запас китов мог увеличиться, несмотря на то, что французские баски, возможно, воспользовались слабостью своих визави из северо-восточной Испании. В апреле 1602 только Сен-Жан-де-Люз отправил в Терранову семь кораблей. Возможно, в упадке сыграли свою роль и другие факторы, такие как нападения враждебно настроенных эскимосов (согласно приходским записям, между 1575 и 1618 годом таких нападений со смертельным исходом случилось не менее трёх), пиратские нападения англичан и голландцев, а также открытие промысла на Шпицбергене.
К 1632 году считалось, что безопаснее охотиться на китов из баз в Кот-Нор, таких, как Минган и Эскумэн и даже так далеко на юг, как Тадуссак в устье реки Сагеней. Несмотря на это, испанские баски продолжали направлять экспедиции в Лабрадор. Задокументированы плавания 1622, 1624—1627, 1629—1630, 1632 и более поздних годов. Ещё в 1681 году один только Пасахес послал в Терранову двенадцать китобойных галеонов. Конец наступил в 1697 году, когда басков (по-видимому, только испанских) лишили возможности посылать в Терранову китобойные экспедиции, а Утрехтский договор (1713 г.) окончательно изгнал их из залива Св. Лаврентия. Французские же баски по-прежнему посылали в Терранову китобойные экспедиции, зачастую базируя их в Луисбурге.

## Бразилия и Исландия

### Бразилия и ранние европейские экспедиции
Ещё в 14 веке баскские китобои могли совершать «сезонные походы» к южной Ирландии и Ла-Маншу — где охотились, несомненно, на гладких китов. Эти регионы стали особенно хорошо им знакомы к XVI в. К первому десятилетию XVII в. баскские китобои достигли Бразилии, не по собственной инициативе, а по приглашению местного колониального правительства. Поскольку импорт китового жира из Басконии и Кабо-Верде не удовлетворял спроса расширяющейся сахарной промышленности в колониях, оно увидело выход в добыче горбатого (Megaptera noveangliae) и южного гладкого кита (Eubalaena australis), на месте. Не имея технологий для китобойной охоты, оно стало искать помощь за рубежом. В 1602 два баскских китобоя сопровождали Диогу Ботелью, свеженазначенного генерал-губернатора Бразилии, в колониальную столицу Тодуз-ус-Сантус. Именно их экипажи начали коммерческий промысел китов в колониальной Бразилии. Каждый год в течение почти десятилетия баскские корабли ходили из Бискайского залива в Бразилию, где добываемый ими жир поставлялся на сахарные предприятия (engenhos) и служил надёжным источником топлива для ночного помола, а также смазкой для механизмов и конопачения лодок и кораблей. Все закончилось в 1610 г., когда один из баскских капитанов пытался вывезти из страны фернамбуковое дерево. Его обнаружили и вместе со всем экипажем посадили в тюрьму. В том же году корона объявила китобойный промысел королевской монополией.

### Исландия
Один автор, повторяя часто цитируемое, но не подтверждаемое другими источниками, утверждение, сообщает, что ещё в 1412 году на западной оконечности Исландии близ Грюндарфьордюра якобы замечено было двадцать баскских китобойных судов. Исландский историк Трёйсти Эйнарссон (1987) обнаружил, что имелись в виду двадцать иностранных судов, ловивших рыбу у берегов Исландии, поскольку англичане и другие народы ловили там треску в начале XV века.
Первое упоминание баскского китобойного промысла в Исландии относится к началу XVII века. Две исландские хроники говорят, что баски ловили китов при Вестфирдире (Северо-Западный полуостров Исландии) в 1610 году. Третья хроника говорит, что три баскских китобойных судна охотились в 1608 г. из Страндира, а ещё один источник утверждает, что корабль испанских басков вёл китобойный промысел возле Страндира в 1613 году. — что согласовывается с иллюстрацией на карте начала XVIII века с надписью «Anno 1613 de Biscayers beseylt.» Судно провели к подходящей гавани в Стейнгримс-фьорде. Эта же гавань, предположительно — место обработки их улова, семнадцати китов — вероятнее всего, северных гладких китов.

### Недолгое процветание и последующий упадок
Вероятно, именно из-за этого отличного улова, а также английского запрета того же года баскским судам посещать Шпицбергена (см. ниже), в 1614 г. в Исландию отправилось в 26 баскских кораблей. Исландии достигло только десять из них, остальные были рассеяны или ограблены англичанами. Большинство кораблей (испанских басков) провели лето в Стейнгримсфьорде, а несколько французских баскских кораблей расположились к северу. В 1615 г. сообщается, что у Страндира было 16 кораблей. Только четыре остались на лето охотиться на китов из Рейкьяфьорда, остальные отплыли в Россию. В сентябре трое из этих четырёх кораблей (под командованием Мартинуса де Биллафранки, Педро де Агирре и Стефана де Телларии), готовясь к отбытию, утонули у берегов Рейкьяфьорда из-за сочетания внезапного шторма и паковых льдов. Из 82 китобоев, высадившихся на берег, 13 было убито во время ночёвки на сезонной станции. Ещё 18 было убито в Иса-фьорде в рамках кампании, развёрнутой местным шерифом Ари Магнуссоном для защиты средств жителей к существованию. В течение почти десяти лет после резни ни о каких иностранных китобоях у берегов Исландии не упоминается.
Баскский китобойный промысел в Исландии продолжался как минимум до начала XVIII в., но со второй половины XVII в. исландские летописи чаще упоминают уже французских и голландских китобоев. В 1675-76, 1680, 1683 гг. у берегов Исландии охотилось одно или более судов из французских баскских портов Сен-Жан-де-Люз и Сибур. Они прибывали в Исландию во второй половине сезона после окончания охоты у восточного побережья Гренландии. Последнее упоминание о высадке китобоев датируется 1712-м г., когда испанские баскские корабли пытались торговать в Грюндарфьердуре, но их деятельность была пресечена властями. Иностранные китобои вообще лишь эпизодически упоминается в летописях остальной части столетия.
В течение полутора столетий Баскского китобойного промысла для общения между басками и европейцами вообще с жителями северной Атлантики использовался специальный базовый язык (пиджин).

## Шпицберген и Северная Норвегия

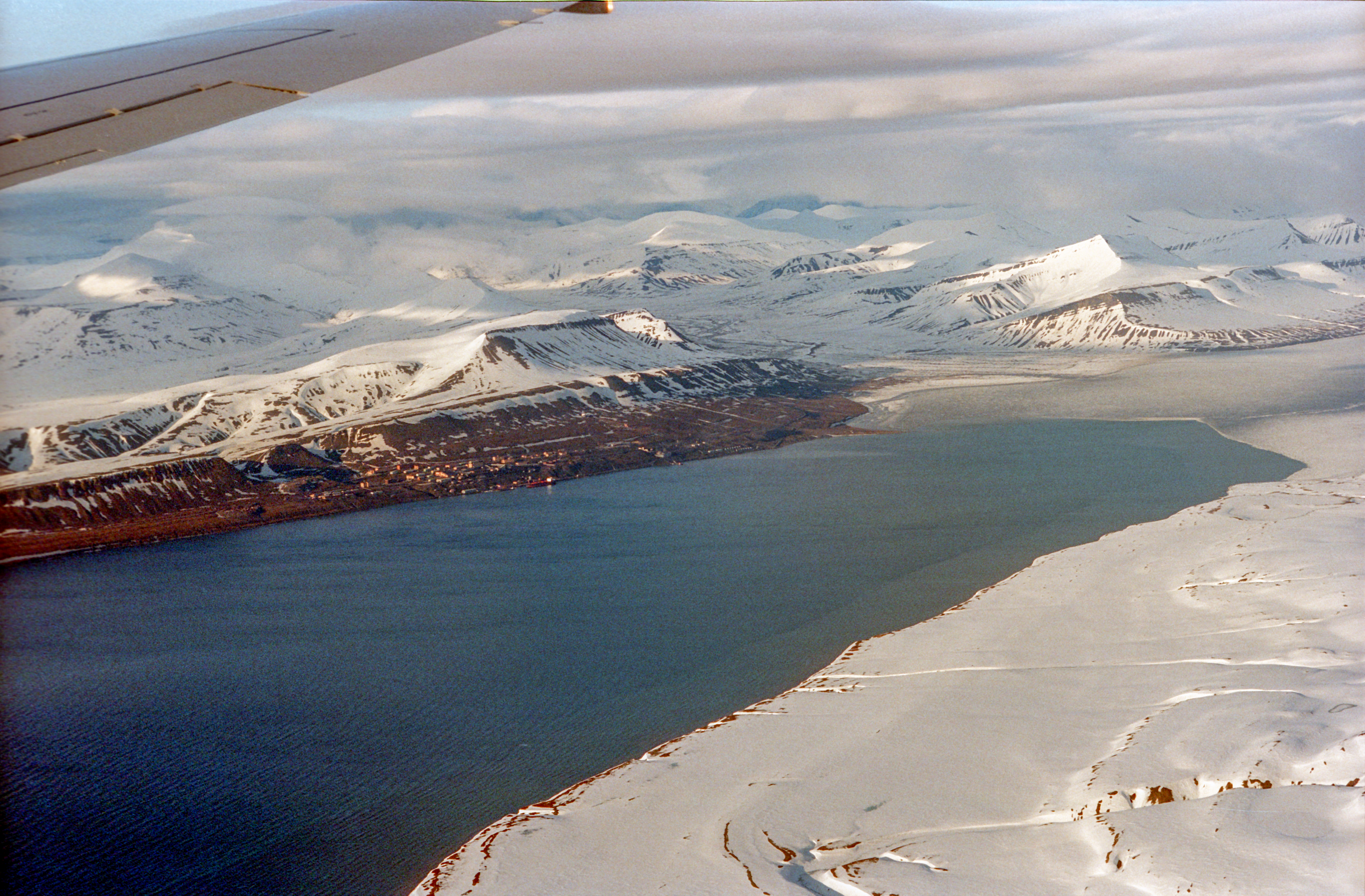
Грёнфьорден на западном побережье Шпицбергена, куда в 1612 г. отправилась первая Баскская китобойная экспедиция на Шпицберген

### Шпицберген и высылка
Именно в северо-восточной части Северной Атлантики баски стали свидетелями утраты своей почти абсолютной монополии в китобойном промысле в начале XVII в. Их нанимали английские (1611), голландские (1613), северофранцузские (1613) и датские (1617) китобойные экспедиции на Шпицберген, где они охотились на гренландских китов. Первый из них был пойман 12 июня 1611 г. одним из шести баскских китобоев, нанятых в Сен-Жан-де-Люзе.4 Когда купцы Сан-Себастьяна узнали об этом новом китовом угодье, они решили распространить свои операции и на этот отдалённый уголок Арктики. В следующем, 1612 г., они отправили туда корабль, капитаном которого был Хуан де Эраузо, а штурманом англичанин Николас Вудкок, бывший сотрудник лондонской Московской компании, уже два раза плававший на Шпицберген (1610-11). По достижении Шпицбергена они обнаружили такое изобилие китов, что «на протяжении шестидесяти лиг вдоль берега все море было в тумане» (от фонтанов). Англичанин Томас Эдж, хозяин корабля Sea Horse водоизмещением 180 тонн, один из двух, отправленных Московской компанией на Шпицберген, говорил с Вудкоком во время обследования побережья на баркасе, и сообщил, что корабль басков «совершил полный рейс в Зелёную Гавань», или Грёнфьорд, на южной стороне Исфьорда. По возвращении Вудкок провёл шестнадцать месяцев в заключении на гауптвахте за то, что провёл испанское судно в «английскую вотчину». Экспедиция вернулась в Испанию «с [такими] сияющими рассказами о богатстве лова», что получила от вице-короля Наварры, Дона Алонсо де Идиакеса, патент. Этот рассказ побудил прочих отправить в 1613 г. на Шпицберген флот китобойных судов, в том числе из Голландии, Северной Франции и страны Басков. Сан-Себастьян выслал дюжину судов (одно из которых в прошлом году пилотировал Вудкок), а Сен-Жан-де-Люз — три или четыре судна.
Московская компания разрешила промысел в Шпицбергене только одному судну из Сен-Жан-де-Люза, а все остальные пытались просто нарушить её монополию. Один из кораблей из Сен-Жан-де-Люза, Grace-de-Dieu (700—800 тонн), под командованием Минье де Аристиги, 16 июня (здесь и далее в этой главе — по старому стилю) пришёл в Шхунховен (совр. Решершфьорд) в Белльсунне, где обнаружил голландца Виллема Корнелица ван Мёдена. Голландский картограф Гессель Герритс сообщает (1613), что они договорились рыбачить вместе и отгонять все другие суда, заходящие в их гавань, что и осуществляли вместе с ещё одним небольшим кораблём из Сен-Жан-де-Люза. 11 июля их обнаружили англичане. Ван Мейден был задержан, а большой корабль из Сен-Жан-де-Люза согласился отдать англичанам половину добытого жира. Меньший корабль из Сен-Жан-де-Люза, отогнанный ранее ван Мейденом, также согласился отдать англичанам часть добытого жира. Про ещё один небольшой пинас из Сен-Жан-де-Люза говорится, что он был за островом Эхольмен в устье Заандам-бухты (Ван-Кейлен-фьорда).
Суда из Сан-Себастьяна основались в бухтах на западном побережье. Первое было обнаружено англичанами 9 июня в Гренфьорде. Ещё четыре — в Буль-Бэй (Гусхавен) в Хорнсунне 13 июня, и ещё одно в Исфьорде 19 июня. Всего англичане обнаружили не менее семи кораблей из Сан-Себастьяна, выслали их и конфисковали китовый ус, жир, китобойное снаряжение и оборудование. Остальные пять кораблей, неспособные защититься от англичан, по-видимому, покинули Шпицберген. Купцы из Сан-Себастьяна заявили об ущербе на сумму более, чем 200 тысяч дукатов, угрожая наложить арест на имущество английских купцов в этом городе. Опасаясь не только за свои товары, но и за свою жизнь, многие английские купцы бежали в Бильбао, а другие «не осмеливались показаться на улице, дабы не быть убитыми». Были поданы официальные протесты и проведены дипломатические переговоры, ничем, впрочем, не закончившиеся. Посол Испании в Англии, Диего Сармьенто де Акунья, говорил об этом деле с королём Яковом I, но так и не смог получить сатисфакции. Агилар (1986), цитируя два вторичных источника (Фернандес Дуро 1881 и Ciriquiain 1979) и один первичный (из коллекции Варгаса Понсе, военно-морской музей (Мадрид), 1613), говорит, что испанский баскский китобойный промысел к 1613 г. достиг «северного» побережья Гренландии. Учитывая, что это невозможно (северное побережье Гренландии недоступно из-за льдов), и что название «Гренландия» часто применялось к Шпицбергену, вполне вероятно, что эти источники ссылались на суда, направленные в том же году к Шпицбергену.
В 1614 г., баскский корабль был замечен англичанами близ Магдаленфьорда, а в 1615 г. купец из Сан-Себастьяна послал на Шпицберген два корабля из Бордо, L’Estinotte и Le Pellecan, под командованием Жана де Лассо и Жана де Грамона, но они были развёрнуты голландцами.
В 1623 г. датчанин Йохан Брэм в сотрудничестве с Жоани де Аранедером из Сен-Жан-де-Люза и Мигелем де Ларральде из Сибура послал на Шпицберген два корабля, La Joana и La Maria. Они приплыли в бухту Маврикия и стали вытаскивать китобойное снаряжение из датских хижин в Смеренбурге, главном голландском китобойном комплексе острова Амстердам на северо-западном побережье Шпицбергена. Там их обнаружил голландский командор Корнелисом Юсом и под угрозой насилия выслал. В 1625 г. Брэм снова зафрахтовал два баскских корабля и послал их на Шпицберген. Несколько голландских кораблей в Смеренбурге в том сезоне неохотно позволили им остаться. Поскольку датские хижины были разрушены, а их шлюпы и прочее оборудование было в прошлом году украдено голландцами и англичанами, баскские корабли дождались ухода голландцев в августе и воспользовались их станциями и снаряжением.
В 1632 г. Брэм нанял четыре корабля, в том числе два из Сен-Жан-де-Люза — Ste Marie под командованием Жоани де Сегаройи и Le Pigeon Blanc под командованием Петера Пиазьона. Эти два корабля приплыли к свежепостроенной датской станции в Бухте Копенгагена (совр. Коббефьорд, зап. побережье острова Датский). Оба были высланы адмиралом голландского китобойного флота, Дяункеркером. Они доплыли до мыса Нордкап, где ожидали голландского флота в Ян-Майене, чтобы в конце августа плыть домой. Они высадились в одной из двух местных голландских станций и разграбили её, взломав склады и хижины, разрушив утварь, уничтожив шлюпы и бросив их в воду — суммарно украв 600 бочек жира и 200 тысяч фунтов китового уса. Отплыв во Францию полностью нагруженными, они продали награбленное в Руане и в других местах и получили солидную прибыль.
Неспособные закрепиться на Шпицбергене, баски плавали в открытом море. Но даже там у них были проблемы. В июле 1637 г. Fleur из Сибура под командованием Доминика Дагерра, охотившийся между 73° и 76° с. ш., ошибся и дошёл до от 78° с. ш., где столкнулся с датским военным кораблём De To Løver («два Льва») под командованием Корфитса Ульфельдта. Ульфельдт, которого послали на Шпицберген защищать интересы Дании, привёл Дагерра в Коббефьорд, где изъял у него 400 бочек ворвани и 100 квинталов китового уса.

### Северная Норвегия
В Финнмарке басков встретили так же нелюбезно, как на Шпицбергене и в Исландии. Здесь они охотились на nordkaper'а или Северного гладкого кита. Одним из первых было баскское испанское китобойное судно в Кьелвике на острове Магерёйя в 1614 году. Возможно, это тот же «бискайский» корабль, что принудили отдать двадцать бочек китового жира и 100 испанских реалов шерифу в Варде. В следующем году в Северную Норвегию отправилось судно из Мотрико, два судна из Сан-Себастьяна и два из французской Басконии. Датско-норвежская корона, услышав о нелицензированных китобоях в их водах, отправила в Северную Норвегию морскую экспедицию, конфисковавшую 600 бочек жира с сан-себастьянских кораблей, 500 бочек с одного из французских, и отправившую второе французское судно обратно. Присутствие баскских китобоев в этих водах регистрируется в записях 1620-х гг. Возможно, экспедиции в Северную Норвегию посылались вплоть до 1688-90 гг., поскольку вторичные источники утверждают о присутствии китобойного судна из Сан-Себастьяна в эти сезоны в Ваннфьорде на Магерейе.

### Первый пелагический китобойный промысел и поздние арктические предприятия
Чтобы не платить штрафы монархам северных стран, баски начали переплавлять ворвань в жир прямо на корабле. Эта техника появилась в 1635 г. Китов теперь можно было ловить и обрабатывать вдали от берега. Сообщается, что китобои из французской Басконии добывали китов à flot, (на плаву), например, у берегов Северной Норвегии в 1659 г.. Фридрих Мартенс, служивший врачом на германском китобойном судне в 1671 г., писал, что «французы (баски) перерабатывают свою ворвань на кораблях, и поэтому на Шпицбергене сгорело много кораблей; и в мое время был случай, когда сгорели два корабля».
В северо-восточной части Северной Атлантики испанские баски пользовались кораблями меньшего водоизмещения, чем те, что плавали на Терранову, в результате чего на одно судно приходился несколько меньший улов, отчасти из-за меньших линейных размеров, отчасти из-за громоздкости оборудования для переплавки. Французские баски использовали 250-тонные фрегаты (100—350 т) с усиленным форштевнем и обшивкой, чтобы выдерживать суровые условия Западного Льда — региона между Восточной Гренландией и Шпицбергеном. Также они оснащались 6 — 14 пушками, поскольку в этот период Франция часто была в состоянии войны с Голландией. Многие из французских кораблей вместо возвращения в Сен-Жан-де-Люз, Сибур, или Байон (где им приходилось бы перегружать жир или китовый ус) направлялись в Гавр или Онфлер в Нормандии, где была сосредоточена большая доля рынка китового жира. Плохой улов в 1680-е гг. и война Аугсбургской лиги (1688-97) вызвали резкое сокращение китобойного промысла и французских басков. К началу XVIII в. в отрасли осталось только одно или два судна.
После войны за испанское наследство промысел во французской Басконии начал показывать признаки восстановления. Из-за предыдущей войны в регионе было мало опытных моряков, поэтому им пришлось нанимать испанских басков. Известно, что среди флота иностранных китобоев, посланных в пролив Дэвиса и Западный Лед в 1721 г., было двадцать судов «из портов Бискайского залива». К 1730 г. был достигнут «новый период процветания» (ежегодный выход в море более 30 китобойных судов), после которого последовало стремительное падение. К началу семилетней войны (1756-63) ни французских, ни испанских баскских китобойных экспедиций уже не высылалось. Впоследствии было предпринято несколько попыток возродить производство, но ни одна из них успехом не увенчалась.